# Lauterach
Lauterach je město v okrese Bregenz v rakouské spolkové zemi Vorarlbersko. Má přibližně 10 tisíc obyvatel a rozlohu 11,9 km². Starostou je v roce 2025 Elmar Rhomberg.
Nachází se zde honorární konzultáty Finska a Spojeného království.
Vysílač Lauterach v obci je vysoký 116 metrů.
Lauterachem prochází evropská silnice E60.